# Beşdam
Beşdam è un comune dell'Azerbaigian situato nel distretto di Siyəzən.